# Aizkorri
L'Aizkorri (également nommé Aitzkorri ou Aitzgorri, formes non recommandées par l'Académie de la langue basque) est une montagne de 1 523 mètres d'altitude appartenant au massif d'Aizkorri dans les Montagnes basques. Elle est située au Guipuscoa, dans le Pays basque (Espagne).
Bien que ce ne soit pas le sommet le plus important du massif, il est le plus populaire et tout le massif porte son nom. La renommée lui vient de l'ermitage situé dans sa tour de guet rocheuse sur laquelle s'étendent les alpages d'Urbia et d'Oltza, qui regroupent plusieurs bergeries où paît le bétail. On trouve aussi avec l'ermitage un refuge de montagne. Le versant septentrional de la montagne est vertigineux.

## Géographie

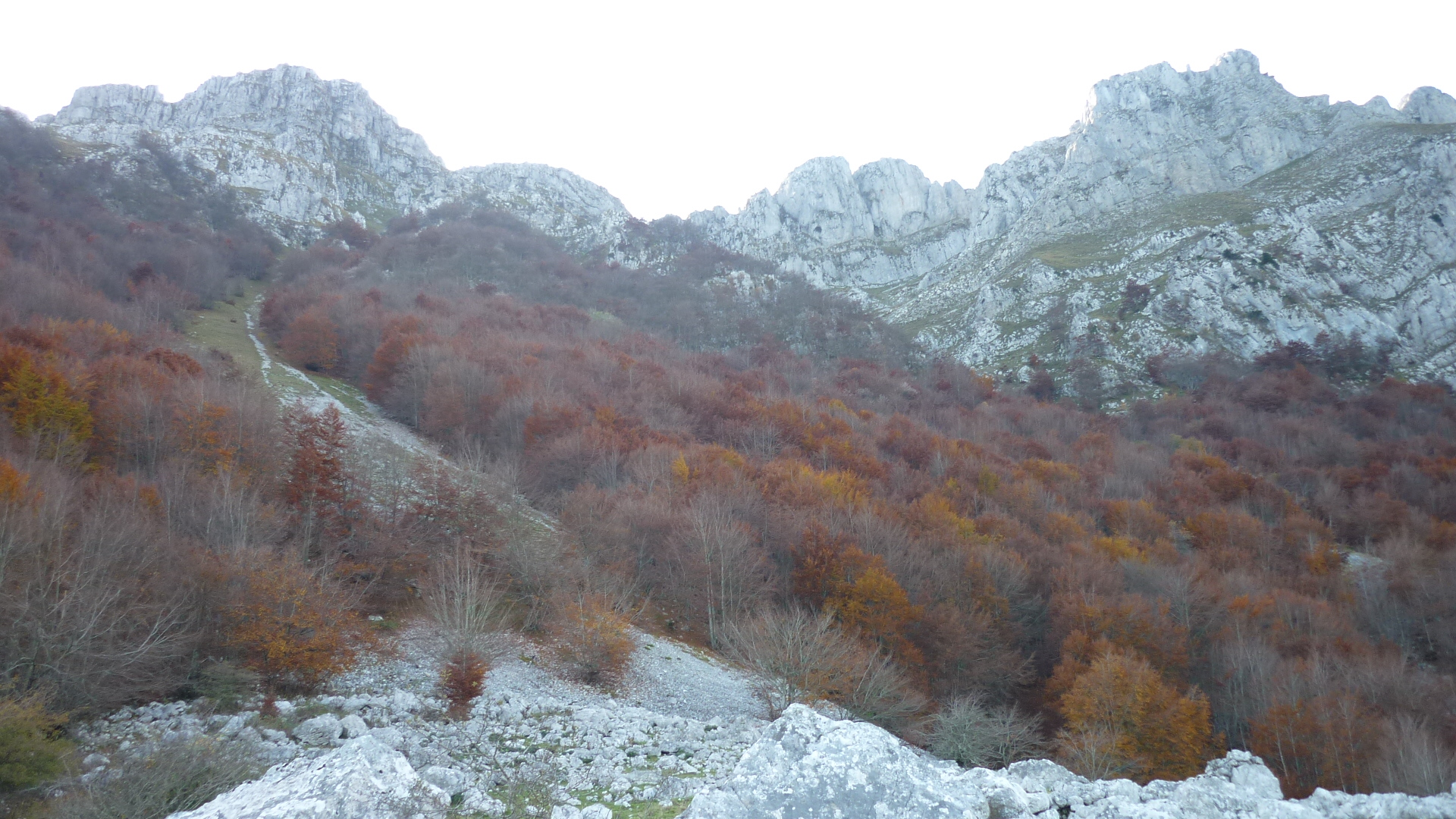
Face Nord de la sierra d'Aizkorri en automne.

L'Aizkorri, sans être le point culminant du massif d'Aizkorri, en est le sommet le plus connu. Il fait partie d'une grande masse calcaire qui s'étend d'est en ouest et se prolonge par les montagnes du Durangaldea. Il se situe dans la partie orientale de la ligne de crête qui renferme les pâtures d'Urbia par le nord chutant vertigineusement, au nord sur Zegama.
À sommet, à 1 523 m d'altitude, s'élève l'ermitage du Christ Saint qui garde un crucifix estimé miraculeux. C'est le dernier sommet à l'est de la crête.
Sur le versant méridional s'ouvrent les pâturages d'Urbia, qui se trouvent à 1 000 m d'altitude et sont fermés d'une part avec le massif d'Aizkorri et de l'autre avec celui de Zabalandi. La vallée s'étend d'est en ouest, avec un accès depuis le sanctuaire d'Arantzazu à Oñati et un autre par San Adrián.
La végétation se compose de hêtres et d'aubépines blanches.

## Histoire
Les pâturages sont le lieu de pâture depuis des temps préhistoriques et cela donne un échantillon des monuments mégalithiques qui se trouvent là.
Au pied de l'Aizkorri se situe le passage de San Adrián, par où traversait la chaussée médiévale, qui unissait le plateau avec les passages du nord vers la côte cantabrique. La caractéristique la plus remarquable de ce passage est qu'elle traverse la roche par une grotte naturelle qui garde dans son intérieur l'ermitage du saint qui lui donne nom. Le chemin Camino francés avait un passage par le pic de San Adrián et a été parcouru depuis le XIe siècle mais de manière intense à partir du XIIIe siècle.

## Activités

### Pastoralisme

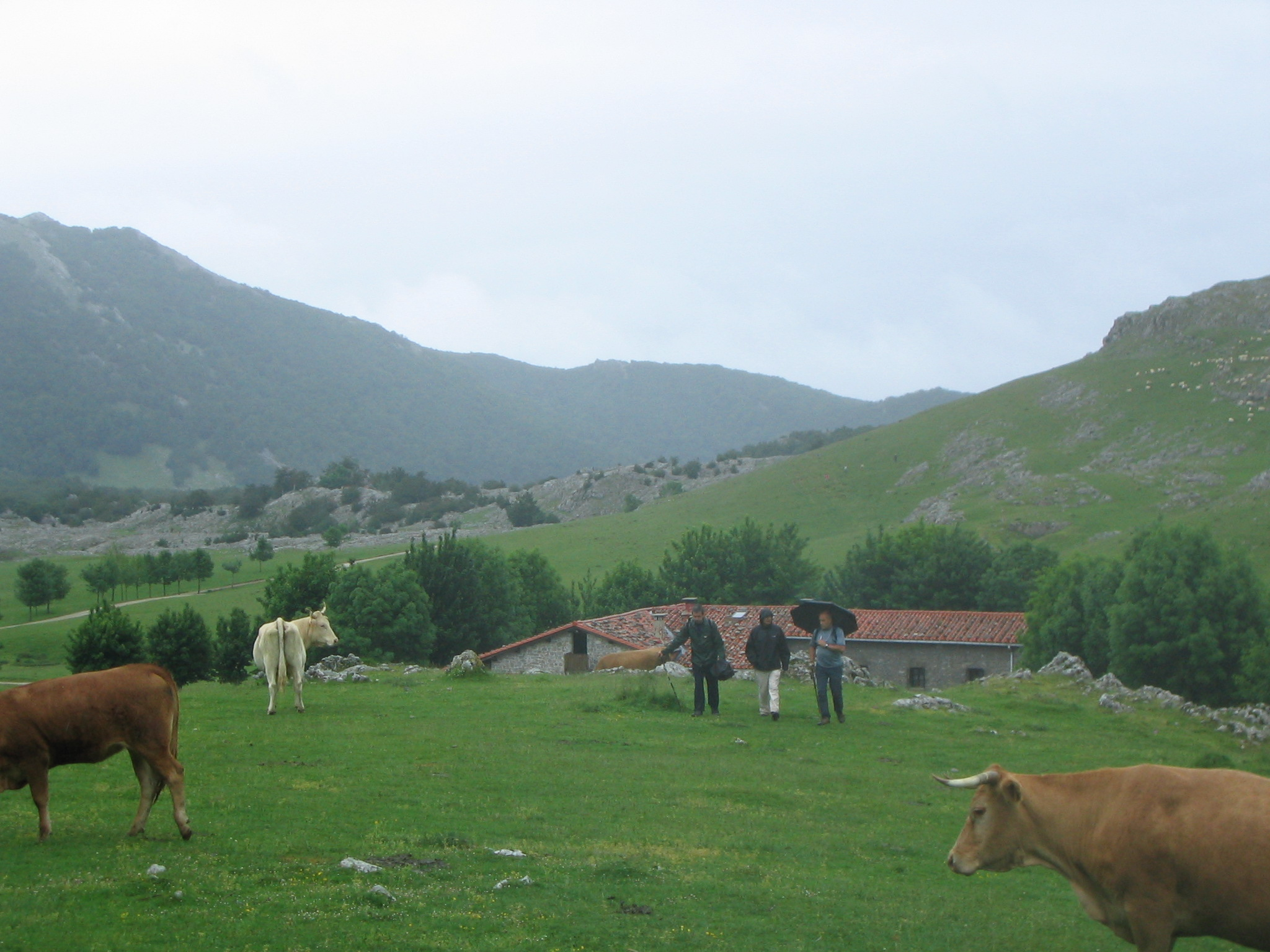
Sierra d'Aizkorri depuis Urbia.

Les troupeaux de brebis, de la race latza, broutent dans les prés qui sont ouverts entre les galets calcaires et bosquets de hêtres et aubépines blanches. Les bergers sont groupés dans de petites concentrations de txabolas (grange/refuge), qui leur servent de logement durant les mois d'été.

### Randonnée
Les itinéraires sont nombreux pour l'ascension de cette montagne, la plus populaire du massif d'Aizkorri. La majorité d'entre eux partent du Guipuscoa mais sa proximité avec l'Alava fait qu'il y en ait également à partir de cette province.
À côté de l'ermitage du sommet il y a un petit refuge qui invite à passer la nuit sur ses hauteurs.

### Protection environnementale
Depuis 2006 la montagne est classée en parc naturel.

## Mythologie

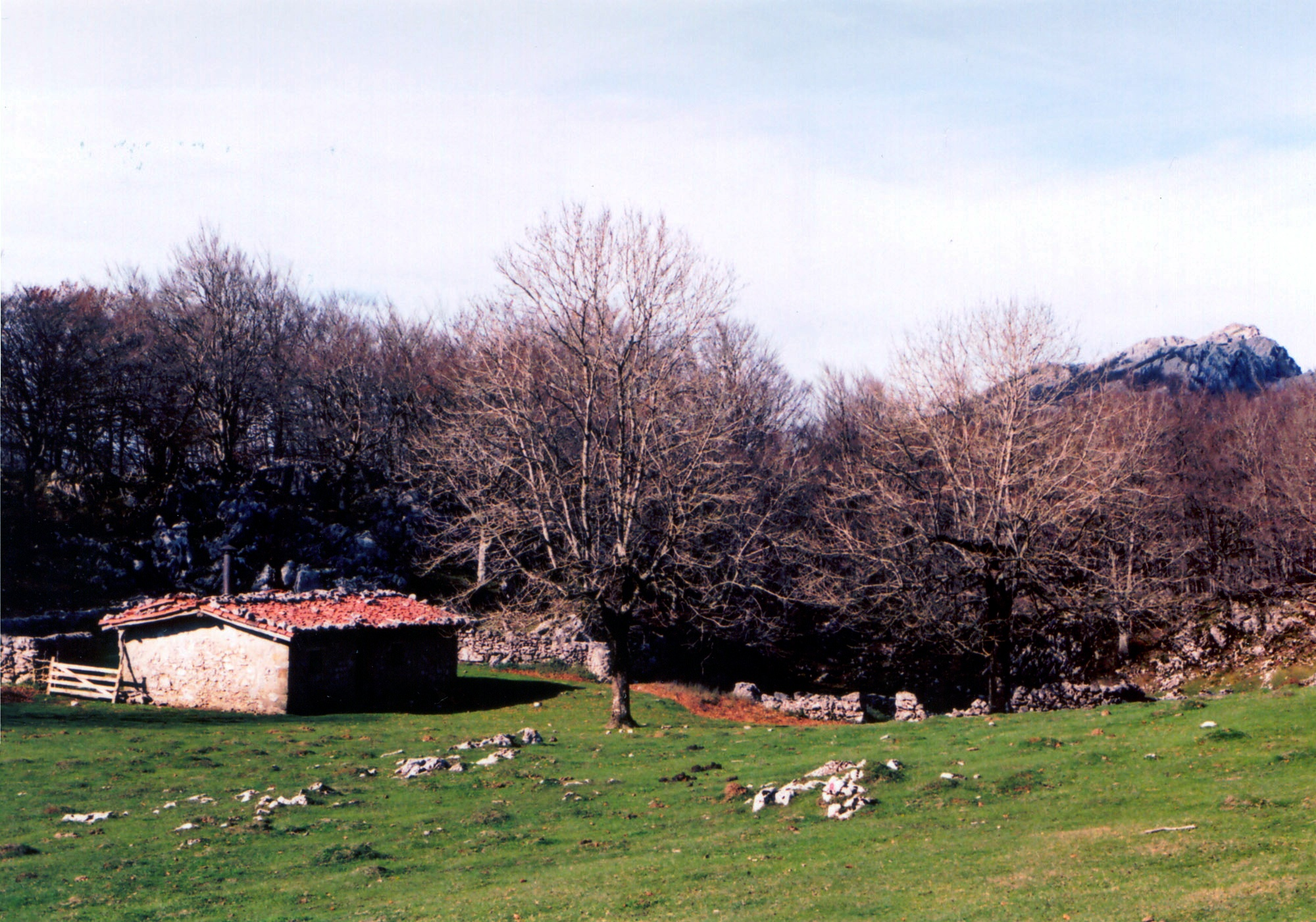
Borde à Aratz avec l'Aitzkorri en arrière-plan.

Comme pour tous les sommets significatifs des montagnes du Pays basque, la déesse Mari y possèderait une demeure, bien qu'on attribue plus généralement sa résidence dans la montagne voisine, Aketegi, dans une grotte sur sa face Nord. Le Christ qui est vénéré dans l'ermitage du sommet a une réputation d'être miraculeux car beaucoup d'habitants, de Zegama, d'Araia (Alava) ont vainement tenté de ramener le crucifix dans leur paroisse mais ils le retrouvaient systématiquement sur le sommet de l'Aizkorri.